# Sweet Charity (filme)
Esse é um artigo sobre o filme. Para o espetáculo teatral, veja Sweet Charity.
Sweet Charity (br.: Charity, meu amor / pt.: Sweet Charity - A Rapariga que Queria Ser Amada) é um filme estadunidense de 1969 do gênero Musical dirigido e coreografado por Bob Fosse. O roteiro é de Neil Simon e foi baseado no espetáculo homônimo de 1966, igualmente coreografado por Fosse, que por sua vez conta uma história inspirada em Noites de Cabiria, película italiana de Federico Fellini. A produção americana é notável pelos figurinos de Edith Head e os números de dança (principalmente "Rich Man's Frug"e "(Hey), Big Spender"). No filme de Fellini a protagonista é uma prostituta sonhadora que passa por altos e baixos românticos, enquanto na versão americana ela é uma dançarina de aluguel (taxi dancer) em uma boate em Times Square. O título americano completo é Sweet Charity: The Adventures of a Girl Who Wanted to Be Loved ("Doce Charity: as aventuras de uma moça que queria ser amada").

## Números musicais
1. "My Personal Property"
2. "(Hey,) Big Spender"
3. "The Pompeii Club"
4. "Rich Man's Frug"
5. "If They Could See Me Now"
6. "The Hustle"
7. "There's Got To Be Something Better Than This"
8. "It's A Nice Face"
9. "The Rhythm of Life"
10. "Sweet Charity"
11. "I'm A Brass Band"
12. "I Love To Cry At Weddings"
13. "Where Am I Going?"

## Elenco principal
- Shirley MacLaine...Charity Hope Valentine (algo como Caridosa, Esperançosa e Amorosa)
- John McMartin...Oscar Lindquist, noivo de Charity
- Chita Rivera...Nickie, dançarina amiga de Charity
- Paula Kelly...Helene, dançarina amiga de Charity
- Stubby Kaye...Herman, patrão de Charity
- Ricardo Montalban...Vittorio Vidal, ator italiano
- Barbara Bouchet...Ursula, amante de Vittorio
- Sammy Davis, Jr....Papaizão Brubeck, lider da igreja "Ritmo da Vida"

## Sinopse

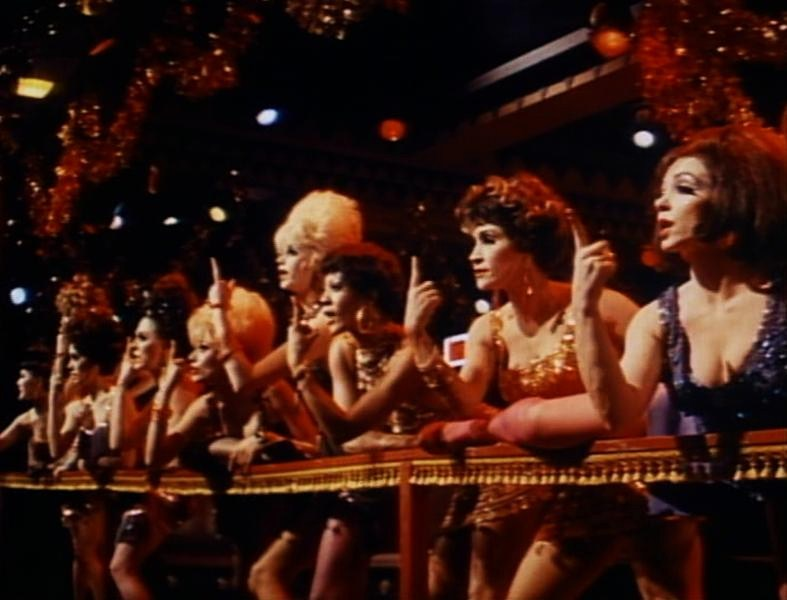
Cena do trailer do filme

Charity é uma dançarina de aluguel que trabalha num clube de dança com as amigas Nickie e Helene. Ela acredita no amor mas não tem sorte com os homens que conhece. Charity tatuou o nome de um deles em seu braço, Charlie, que se mostra um vigarista que a explorava e a abandonou ao roubar todo seu dinheiro e empurrá-la de uma ponte do Central Park, onde ela quase se afogou. Mesmo assim Charity acredita por um bom tempo que ele voltará. Quando finalmente o esquece, tenta deixar de ser dançarina e vai a uma agência de empregos. Ao ficar presa no elevador, ela conhece o problemático Oscar e os dois começam um romance.Charity não revela sua real ocupação e isso a atormenta, até que ele a pede em casamento.

## Final alternativo
Em cópias de DVD é mostrado um final alternativo, na qual Oscar salva Charity de afogamento num riacho no Central Park.

## Produção
Tendo sido o diretor da peça exibida na Broadway, Bob Fosse teve sua primeira oportunidade no cinema ao ser contratado para realizar o filme. Foi também a estréia de Chita Rivera e Paula Kelly, além de Ben Vereen que interpreta um dos dançarinos. John McMartin repete seu papel no espetáculo da Broadway. O filme custou 20 milhões de dólares mas arrecadou apenas 4 milhões, o que foi um grande prejuízo para a Universal Pictures.

## Prêmios e indicações
- O filme recebeu três indicações para o Oscar:[2] Melhor Direção de Arte (Alexander Golitzen, George C. Webb e Jack D. Moore); Melhor Figurino e Melhor Música (Cy Coleman e Dorothy Fields).
- Ganhou o Globo de Ouro de melhor atriz de musical ou comédia (Shirley MacLaine)
- Participou do Festival de Cannes de 1969, mas ficou de fora da mostra principal.[3]